# Chrastice (Skryje)

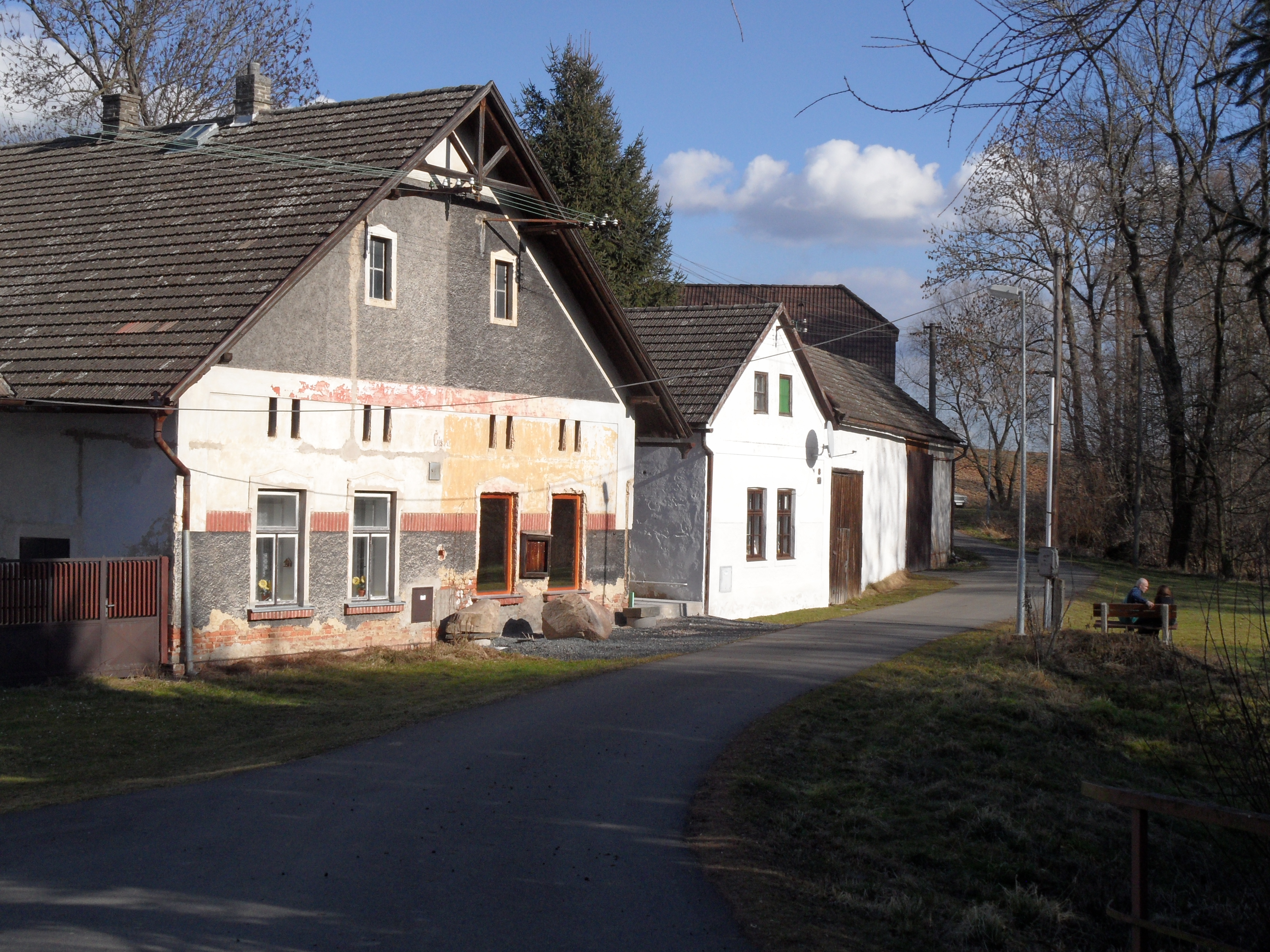
Ortsansicht

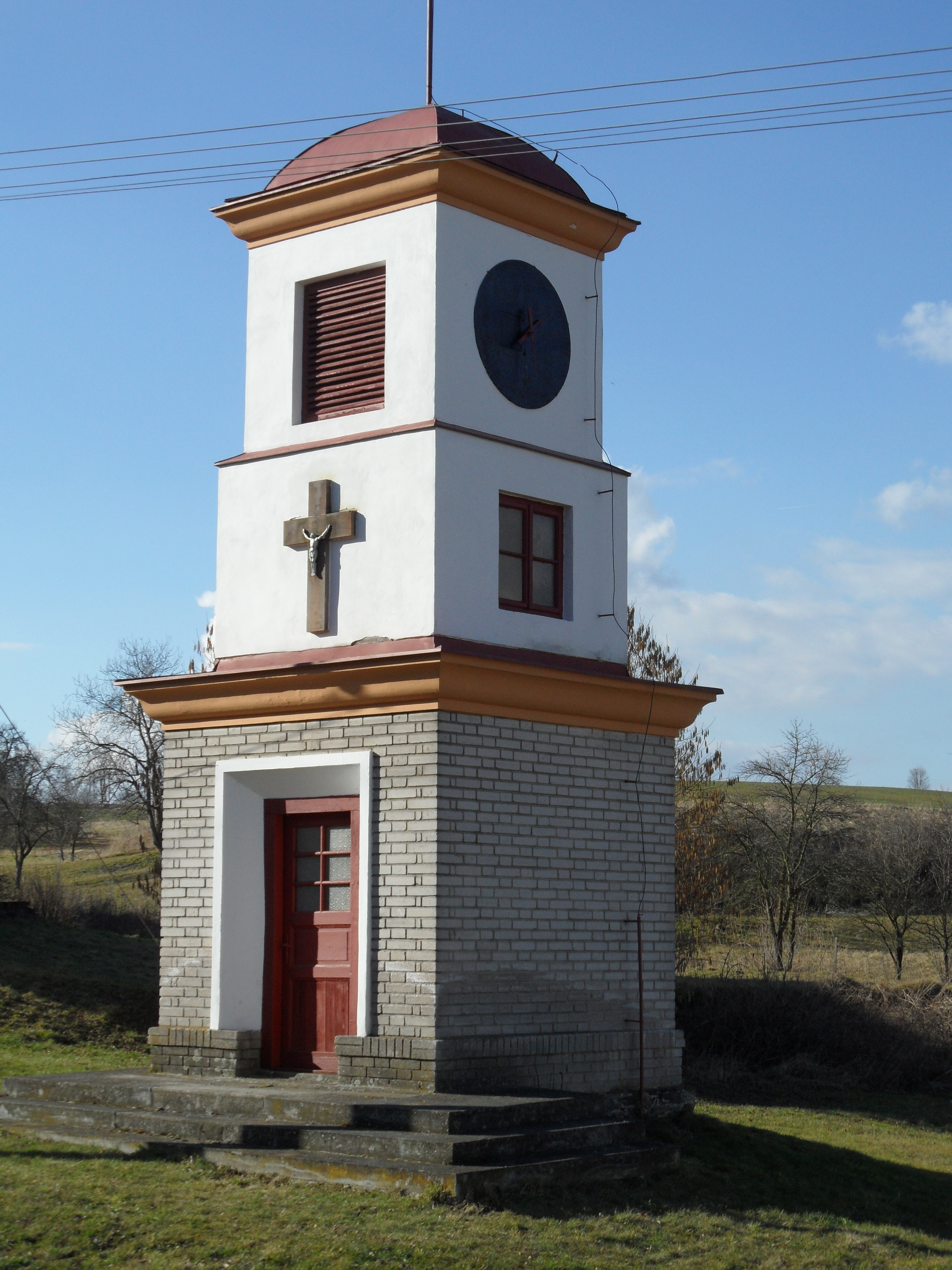
Kapelle des hl. Wenzel

Chrastice (deutsch Chrastitz) ist ein Ortsteil der Gemeinde Skryje in Tschechien. Er liegt drei Kilometer nördlich von Golčův Jeníkov und gehört zum Okres Havlíčkův Brod.

## Geographie
Chrastice befindet sich am Bach Výrovka in der Doubravská brázda (Doubrawasenke). Westlich des Dorfes verläuft die Bahnstrecke Znojmo–Nymburk; der Bahnhof Golčův Jeníkov liegt einen knappen Kilometer südwestlich von Chrastice.
Nachbarorte sind Okřesaneč und Na Podháji im Norden, Hostačov im Nordosten, Skryje und Křemen im Osten, Jezuitský Mlýn, Sirákovice und Stupárovice im Südosten, Ráj im Süden, Podmoky im Südwesten, Písek und Přibyslavice im Westen sowie Bratčice, Vystrkov und Horky im Nordwesten. 

## Geschichte
Die erste urkundliche Erwähnung von Chrastice erfolgte 1577 unter den Gütern der Feste Hostačov. Zu dieser Zeit bestand die Ansiedlung lediglich aus einem Meierhof. Um 1650 erwarb Maria Magdalena von der Goltz das Gut Hostačov und schlug es der Herrschaft Jenikau zu. Ab 1686 war Chrastice wieder ein Teil des an Johann Georg Funck von Funcken verkauften Gutes Hostačov. In der Mitte des 18. Jahrhunderts kam Chrastice wieder zur Herrschaft Goltsch-Jenikau.
Im Jahre 1840 bestand das im Caslauer Kreis gelegene Dorf Chrastitz bzw. Chrasstice aus 10 Häusern, in denen 44 Personen, darunter eine protestantische Familie lebten. Pfarrort war Žleb. Bis zur Mitte des 19. Jahrhunderts blieb Chrastitz der Herrschaft Goltsch-Jenikau untertänig.
Nach der Aufhebung der Patrimonialherrschaften bildete Chrastice ab 1849 einen Ortsteil der Gemeinde Skryje im Gerichtsbezirk Habern. Ab 1868 gehörte der Ort zum Bezirk Časlau. 1869 hatte Chrastice 100 Einwohner und bestand aus 13 Häusern. Zum Ende des 19. Jahrhunderts wurde der Ort als Chraštice bezeichnet. Im Jahre 1900 lebten in Chrastice 92 Menschen, 1910 waren es 89. 1930 hatte Chrastice 94 Einwohner und bestand aus 19 Häusern. Seit der Gebietsreform von 1960 gehört das Dorf zum Okres Havlíčkův Brod. Anfang 1989 erfolgte die Eingemeindung nach Golčův Jeníkov. Seit dem 24. November 1990 ist Chrastice wieder ein Ortsteil von Skryje. Beim Zensus von 2001 lebten in den 9 Häusern des Dorfes 12 Personen.

## Ortsgliederung
Der Ortsteil ist Teil des Katastralbezirkes Skryje u Golčova Jeníkova.

## Sehenswürdigkeiten
- Kapelle des hl. Wenzel, errichtet 1929 anlässlich dessen 1000. Todestages, sie ist mit einer Uhr aus dem Schloss Hostačov ausgestattet
- Flurkreuz an der Kreuzung, südwestlich des Dorfes